# Tršić (Bośnia i Hercegowina)
Tršić (cyr. Тршић) – wieś w Bośni i Hercegowinie, w Republice Serbskiej, w mieście Zvornik. W 2013 roku liczyła 1744 mieszkańców.